# Syndelphax capellana
Syndelphax capellana är en insektsart som först beskrevs av Jacobi 1917.  Syndelphax capellana ingår i släktet Syndelphax och familjen sporrstritar. Inga underarter finns listade i Catalogue of Life.